# Gutspark Lichtenberg
Der Gutspark Lichtenberg ist ein Park im Berliner Ortsteil Lichtenberg, der in den 1990er Jahren seinen offiziellen Namen erhielt. Er wurde auf einer Teilfläche des früheren Gutsparks des Roederschen Rittergutes unter Einbeziehung erhaltener Pflanzen hergerichtet. 

## Geschichte
Die Grünanlage entstand ab den 1970er Jahren auf der Fläche eines im 17. Jahrhundert errichteten Gutes der Familie Roeder. Der das Herrenhaus umgebende Gutspark reichte anfangs von der Landsberger Chaussee im Norden bis zur Frankfurter Allee im Süden.
Nach der 1945 erfolgten Enteignung der Großgrundbesitzer wurden die Wirtschaftsgebäude abgerissen und der Garten nicht weiter gepflegt. Anstelle der Wirtschaftsgebäude entstanden um 1950 ein Kindergarten, später auch eine Kinderkrippe und in den 1970er Jahren ein Standard-Schulbau, die POS „Vinzent Porombka“, nach 1990 umbenannt in Grundschule im Gutspark. Alle Bauwerke sind erhalten und konnten nach der politischen Wende saniert werden.
Zum November 2022 ließ das Bezirksamt Lichtenberg in Zusammenarbeit mit der Gedenktafelkommission und dem Historiker Jürgen Hoffmann am Zugang des Parks von der Möllendorffstraße aus zwei hochformatige wetterfeste Informationstafeln aufstellen. Diese erinnern mit Text und historischen Fotos an Carl August von Hardenberg, der sich in diesem seinem Lichtenberger Gutshof im Jahr 1810 mit damals bedeutenden Politikern und Wissenschaftlern getroffen hatte, um eine Neuordnung Preußens vorzubereiten. Im Nachhinein erhielten diese mehrfach stattgefundenen Treffen die Bezeichnung Die geheimen Lichtenberger Conferencen, die eine Modernisierung des damaligen Staates zum Inhalt hatten und an dessen Organisierung auch Christian Friedrich Scharnweber maßgeblich beteiligt war. Obwohl Hardenberg vom damaligen Preußenkönig noch im gleichen Jahr zum Staatskanzler berufen worden war, gelang ihm keine vollständige Erneuerung, nur ein paar Reformen konnten auf den Weg gebracht werden. – Die Tafeln wurden aus Anlass des 200. Todestages von Hardenberg hier eingeweiht und belegen den Wandel Preußens.

## Beschreibung des Parks und anschließender Einrichtungen

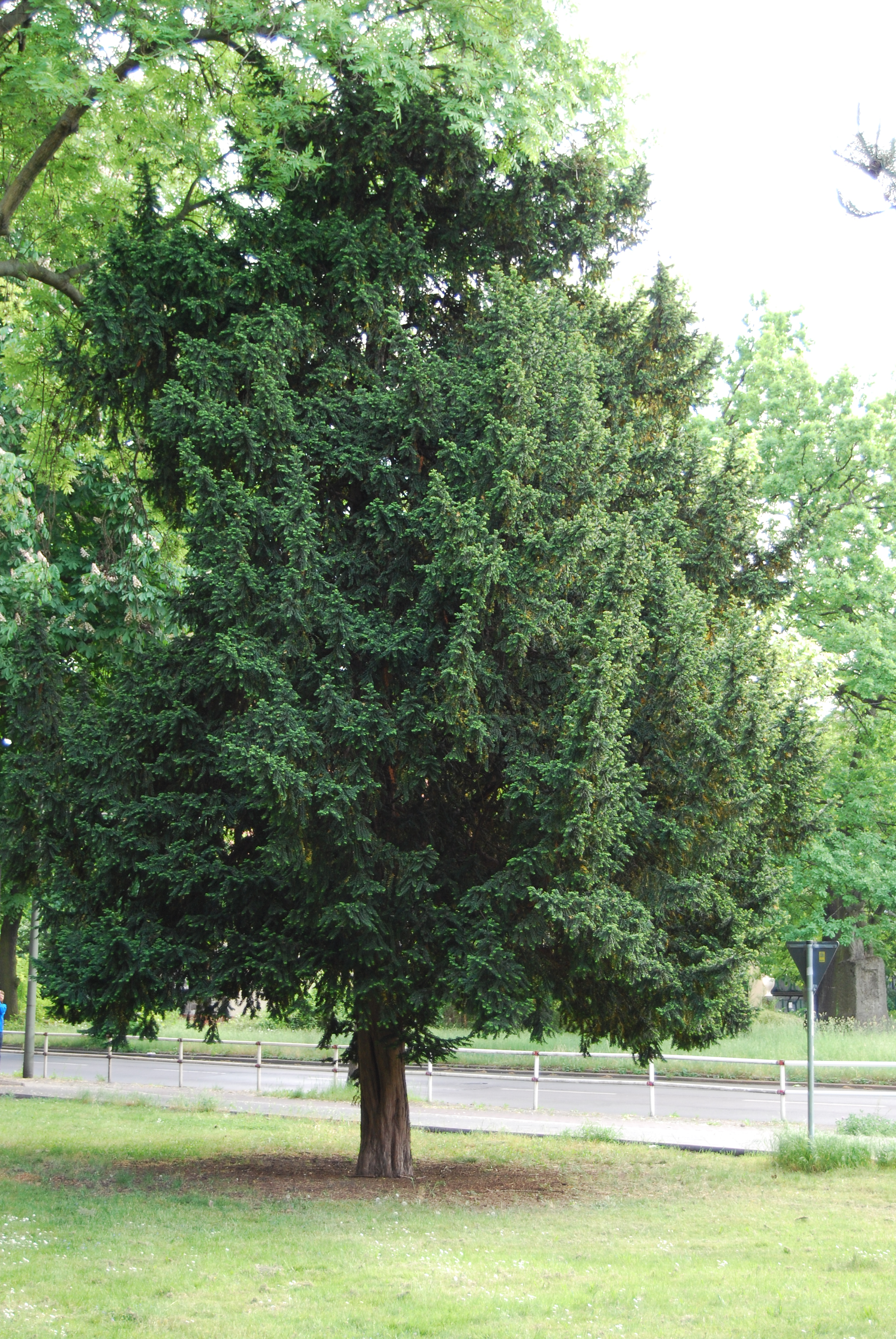
Denkmalgeschützte Eibe im Gutspark

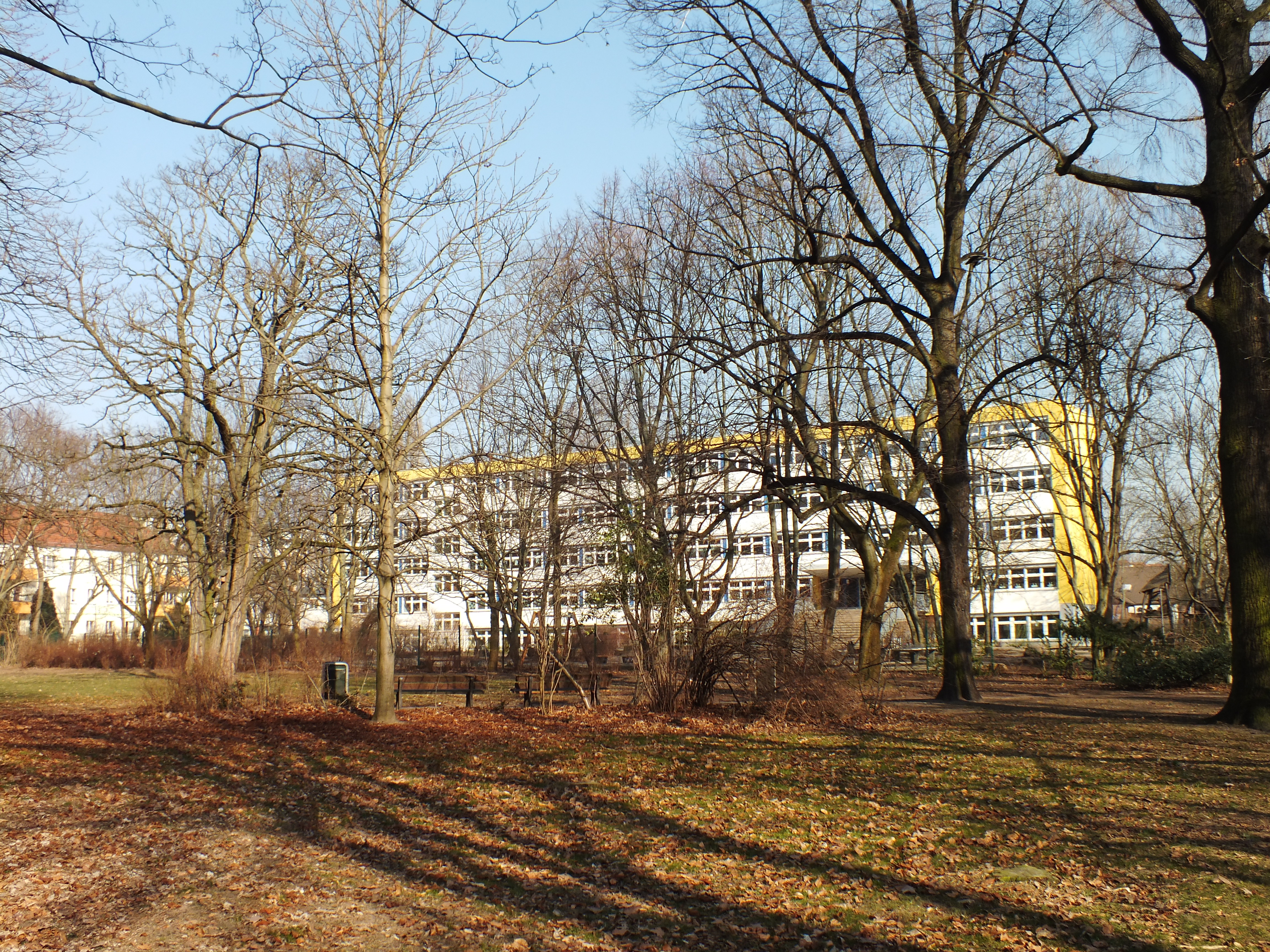
Schule im Gutspark

Bemerkenswert sind zwei denkmalgeschützte Bäume im Gutspark, eine ahornblättrige Platane und eine Gemeine Eibe, beide aus der Mitte des 19. Jahrhunderts. Sie bilden zusammen mit sehr vielen anderen Laub- und Nadelbäumen im Park (Eichen, Robinien, Kiefern) eine erholsame grüne Lunge.
Außer den oben bereits genannten Gebäuden gibt es auch einen gut gepflegten Kinderspielplatz im Park. Die teilweise mit Kies belegten Fußwege durch den Park sind nicht beleuchtet, weswegen die Bündnisgrünen im Jahr 2017 im Bezirksamt die Aufstellung einer Beleuchtungsanlage beantragt haben.
Der Lichtenberger Tennisclub (als Sektion Tennis in der BSG Einheit Lichtenberg 1951 gegründet, unter dem neuen Namen 1990 weitergeführt) besitzt am Gutspark sein Clubheim und Tennisplätze (früher mit der Adresse Bornitzstraße 17). Das sind jedoch keine Neubauten, sondern der Sportclub fand ein verfallenes Vereinshaus, das 1997 zu großen Teilen abgebrannt war, und drei ehemalige Tennisplätze wohl aus den 1920er Jahren vor, restaurierte, erweiterte und modernisierte alles.
Als Besonderheit in Berlin fällt auf, dass sich über den südlichen Bereich des Parks eine Hochspannungs-Freileitung zieht. 
Direkt anschließend an den Park Richtung Süden ließ der Immobilienunternehmer Muhsal bis 2015 eine Wohnanlage mit Mehrfamilienhäusern (Apartmenthäuser) mit der Bezeichnung Wohnen am Gutspark errichten.